# Carolina Kasting
Carolina Kasting Arruda (n. 12 iulie 1975, Florianópolis) este o actriță braziliană.

## Biografie
La varsta de 14 ani, a plecat din Florianópolis pentru a studia la Scoala de Teatru Guaíra din Curitiba. Anii mai târziu, interesul teatrului a făcut ca São Paulo să studieze arte dramatice și să lucreze în scenă.
A fost printre finaliștii unuia dintre modelele concursurilor promovate de Elite Models.

## Viața personală
Sora de actrita, Rejane Arruda, Carolina este căsătorită cu actorul și designerul Maurício Grecco, cu care are doi copii, Cora și Tom.

## Filmografie

### Televiziune
| An   | Titlu                    | Hârtie                                 | Bancnote                   |
| ---- | ------------------------ | -------------------------------------- | -------------------------- |
| 1996 | Anjo de Mim              | Valentina                              |                            |
| 1997 | Você Decide              | Rosana                                 | ep. "Na Sombra do Passado" |
| 1997 | Anjo Mau                 | Ursula Vidigal                         |                            |
| 1998 | Hilda Furacão            | Isabela                                |                            |
| 1998 | Brida                    | Brida                                  |                            |
| 1999 | Malhação                 | Laila                                  |                            |
| 1999 | Terra Nostra             | Rosana Telles de Aranha                |                            |
| 2000 | Brava Gente              | Violante                               | ep. "Um Casamento Aberto"  |
| 2001 | Porto dos Milagres       | Laura Proença                          | Faza 1                     |
| 2001 | Presença de Anita        | Julieta                                |                            |
| 2002 | Coração de Estudante     | Mariana                                |                            |
| 2003 | Femei îndrăgostite       | Laura Medeiros                         |                            |
| 2003 | Kubanacan                | Zelda                                  | Camee                      |
| 2004 | Cabocla                  | Maria Junqueira Caldas (Mariquinha)    |                            |
| 2006 | Papai Noel Existe        | Luciana                                | Sfârșit de an speciale     |
| 2006 | O Profeta                | Laura Moura                            |                            |
| 2007 | Duas Caras               | Luiza Fonseca                          | Camee                      |
| 2007 | Malhação                 | Béatrice Lopret                        |                            |
| 2010 | A Princesa e o Vagabundo | Cecília                                | Special Globo              |
| 2010 | Escrito nas Estrelas     | Judite                                 |                            |
| 2011 | O Astro                  | Jamile Hayalla                         |                            |
| 2012 | Amor Eterno Amor         | Beatriz Mainardi                       |                            |
| 2013 | Dragoste de viață        | Regina Maria dos Santos Batista (Gina) |                            |
| 2015 | Além do Tempo            | Rosa Ventana / Rosa Del Corso          |                            |